# 위도면
위도면(蝟島面)은 대한민국 전북특별자치도 부안군의 면이다. 위도면은 격포항에서 14km 떨어져 있는 연안도서로, 6개의 유인도와 24개의 무인도로 이루어져 있다.

## 역사
위도면은 본래 부안군 관할이었으나, 1896년(조선 고종 건양 1년)에 신설된 전주부 지도군에 편입되었고, 6개월 뒤에 13도제의 실시로 전라남도 지도군이 되었다. 1914년에 지도군이 폐지되면서 전라남도 영광군에 편입되었다가 1963년에 다시 부안군으로 환원되었다.
1914년에 영광군의 한 면으로서 8리(진리, 치도, 대리, 상왕등, 하왕등, 차륜, 식도, 정금)로 구성되었고, 1986년 10월의 행정구역 개편으로 8리 11분리 26반으로 편성되었다.

## 행정 구역
- 대리
- 상왕등리
- 식도리
- 정금리
- 진리
- 치도리
- 하왕등리
- 거륜리

## 교육

### 초등학교
- 위도초등학교
  - 위도초등학교 식도분교[1]

### 중학교
- 위도중학교

### 고등학교
- 위도고등학교

## 관광
- 위도
- 식도
- 상왕등도
- 하왕등도
- 위도해수욕장